# Милан Дам'янович
Милан Дам'янович (сербохорв. Milan Damjanović / Милан Дамјановић, 15 жовтня 1943, Книн — 23 травня 2006, Белград) — югославський футболіст, що грав на позиції лівого захисника.
Виступав за «Партизан», з яким став дворазовим чемпіоном Югославії. Згодом тривалий час виступав у Франції, граючи за «Анже» і «Ле-Ман». Також грав за національну збірну Югославії, з якою став віце-чемпіоном Європи 1968 року.

## Клубна кар'єра
У дорослому футболі дебютував 1962 року виступами за команду «Партизан», в якій провів дев'ять сезонів, взявши участь у 292 офіційних іграх, з яких 138 — у чемпіонаті. Найчастіше грав на позиції лівого захисника. У сезонах 1962/63 і 1964/65 він виграв з «Партизаном» чемпіонат Югославії. У свою чергу, в 1966 році він дійшов з ним до фіналу Кубка чемпіонів, але не зіграв у фінальному матчі, програному «Реалу» з рахунком 1:2, оскільки став основним гравцем белградців лише з наступного сезону.
Протягом 1971—1976 років захищав кольори французького клубу «Анже». У 1975 році він вилетів з командою до другого дивізіону, але одразу посів там перше місце і в сезоні 1976/77 знову грав у першому дивізіоні, але провів лише дві гри і завершив ігрову кар'єру у команді третього дивізіону «Ле-Ман», за яку виступав до кінця того сезону.

## Виступи за збірну
23 квітня 1967 року дебютував в офіційних іграх у складі національної збірної Югославії у товариському матчі проти Угорщини (0:1) у Будапешті.
У складі збірної був учасником чемпіонату Європи 1968 року в Італії, де разом з командою здобув «срібло», зігравши у всіх трьох іграх на турнірі.
Востаннє зіграв за збірну 25 червня 1968 року в Белграді в товариському матчі проти Бразилії (0:2). Загалом протягом кар'єри в національній команді, яка тривала 2 роки, провів у її формі 7 матчів.

## Подальше життя
Після завершенні ігрової кар'єри Дам'янович працював тренером аматорських клубів у Франції, Замбії та на батьківщині в Югославії, де у 1985-86 і 1989-93 роках працював з молодіжною командою «Партизану».
Помер 23 травня 2006 року на 63-му році життя у місті Белград.

## Титули і досягнення
- Чемпіон Югославії (2):

«Воєводина»: 1962/63, 1964/65